# Aeroporto de Juba
Aeroporto de Juba (IATA: JUB, ICAO: HSSJ) é um aeroporto localizado na cidade de Juba, no Sudão do Sul.

## Localização
A sua Localização de acordo com o site Google Maps , se encontra nas coordenadas.
| Latitude: | 4º 52' 14" N  |
| Longitude | 31º 36' 14" E |